# Matters
Matters è il quinto album della band californiana Pulley, pubblicato nel 2004.

## Tracce
1. A Bad Reputation – 2:54
2. Blindfold – 2:43
3. Huber Breeze – 2:25
4. Insects Destroy – 3:20
5. Looking Back – 2:48
6. Poltergeist – 2:16
7. Immune – 4:24
8. YSC – 3:09
9. Stomach Aches – 2:51
10. I Remember – 2:20
11. Suitcase – 3:13
12. Thanks – 1:12

## Formazione
- Scott Radinsky - voce
- Jim Cherry - chitarra
- Mike Harder - chitarra
- Matt Riddle - basso
- Jordan Burns - batteria